# Альберто Морено Перес
Альберто Морено Перес (ісп. Alberto Moreno Pérez, нар. 5 липня 1992, Севілья, Іспанія) — іспанський футболіст, лівий захисник національної збірної Іспанії та «Вільярреалу».

## Клубна кар'єра
Вихованець футбольної школи клубу «Севілья».
У дорослому футболі дебютував 2010 року виступами за команду дублерів клубу «Севілья Атлетіко», в якій провів три сезони, взявши участь у 49 матчах чемпіонату.
З 2011 року почав залучатися до складу основної команди «Севільї». Відіграв за клуб з Севільї наступні три сезони своєї ігрової кар'єри.
До складу англійського «Ліверпуля» приєднався 2014 року. Відразу став основним лівим захисником у новій команді, був основним виконавцем на цій позиції протягом двох сезонів, після чого втратив місце у стартовому складі і решту три сезони контракту з ліверпульцями задовільнявся статусом гравця ротації.
Влітку 2019 року на правах вільного агента став футболістом іспанського «Вільярреала», з яким уклав п'ятирічну угоду. 

## Виступи за збірні
2013 року дебютував в офіційних матчах у складі національної збірної Іспанії. Наразі провів у формі головної команди країни 4 матчі.
| Дата       | Місто           | Господарі            | Результат | Гості   | Турнір            | Голи | Примітки |
| ---------- | --------------- | -------------------- | --------- | ------- | ----------------- | ---- | -------- |
| 15-10-2013 | Альбасете       | Іспанія              | 2 – 0     | Грузія  | Відбір до ЧС 2014 | -    |          |
| 16-11-2013 | Малабо          | Екваторіальна Гвінея | 1 – 2     | Іспанія | товариський матч  | -    |          |
| 30-5-2014  | Севілья         | Іспанія              | 2 – 0     | Болівія | товариський матч  | -    |          |
| 14-11-2017 | Санкт-Петербург | Росія                | 3 – 3     | Іспанія | товариський матч  | -    | 46'      |
| Усього     |                 | Матчів               | 4         |         | Голів             | 0    |          |

## Досягнення

### Командні
- Переможець Ліги Європи (2):

«Севілья»: 2013-14
«Вільярреал»: 2020-21
- Переможець Ліги чемпіонів (1):

«Ліверпуль»: 2018-19
- Чемпіон Європи (U-21): 2013

### Особисті
- Молодіжний чемпіонат Європи з футболу 2013: команда турніру